# Wuerhosaure
L'wuerhosaure (Wuerhosaurus, "rèptil de Wuerho") és un gènere de dinosaures tireòfors estegosàurids, que visqueren en el Cretaci inferior (fa aproximadament 135 i 99 milions d'anys, en el Valanginià i l'Albià), en el que avui és Xina.

## Història
L'espècie tipus W. homheni, fou descrita per Dong Zhiming en 1973. Una altra petita espècie d'estegosaure W. ordosensis, fou afegida pels mateixos descobridors en 1993.